# Franz Paul Gruber

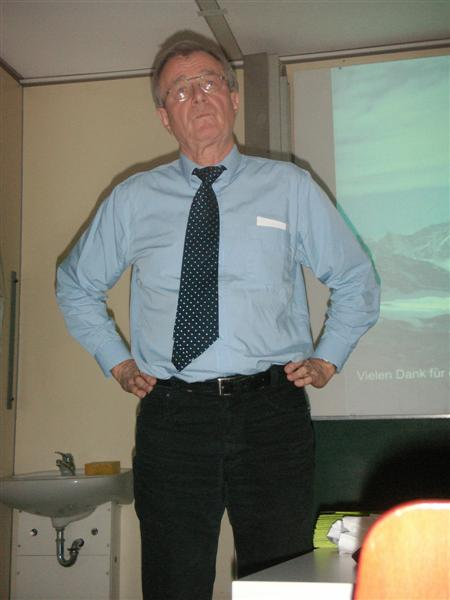
Franz Paul Gruber 2006

Franz Paul Gruber (* 27. November 1942 in Aschau im Chiemgau; † 12. April 2023 in Münsterlingen) war ein deutscher Veterinär und Hochschullehrer.

## Werdegang
Gruber studierte nach seiner Schulzeit in Rosenheim in München Biologie, Chemie und Tiermedizin. Er absolvierte 1967 das Staatsexamen in Tiermedizin und promovierte 1969 zum Dr. med. vet. Zwischen 1967 und 1969 war Franz Gruber als praktischer Tierarzt in Oberbayern tätig, ab März 1969 arbeitete er als Wissenschaftlicher Mitarbeiter und Assistenzprofessor an der Freien Universität Berlin im Institut für Versuchstierkunde. Er absolvierte 1974 die Fachtierarztprüfung und wurde 1977 habilitiert. Noch im gleichen Jahr begann Gruber mit der Planung und Ausführung der Tierforschungsanlage der Universität Konstanz. 1978 erfolgte die Habilitation im Fach Zoologie an der Universität Konstanz (Dr. habil.). 1985 konnte die neue Tierforschungsanlage bezogen werden, der Gruber bis 1993 als Akademischer Direktor vorstand, ab 1987 hatte er auch die Funktion des Tierschutzbeauftragten, gleichzeitig wurde er in die Tierversuchskommission des Regierungspräsidiums Freiburg berufen.
Gruber war seit 1969 mit der Kunsthistorikerin Ursula Grashey verheiratet, 1979 wurde ihr Sohn Jonas geboren.

## Arbeitsschwerpunkte
Gruber beschäftigte sich seit 1982 mit Alternativen zu Tierversuchen. Seit 1986 arbeitete er regelmäßig für die Zeitschrift ALTEX („Alternativen zu Tierexperimenten“). 1993 übernahm er die Chefredaktion der Zeitschrift und die wissenschaftliche Beratung des Fonds für versuchstierfreie Forschung und übersiedelte nach Zürich. Seit 2005 war Gruber Präsident der Doerenkamp-Zbinden-Stiftung in Zürich. Die Stiftung finanzierte seit 2006 für 10 Jahre einen Lehrstuhl für Alternativmethoden an der Universität Konstanz. Weitere Lehrstuhlgründungen folgten an der Universität Utrecht (2008), der Genf (2009), der Johns Hopkins University in Baltimore (2009) und der Bharathidasan University in Tiruchirappalli, Indien (2009).
In vielen Buchbeiträgen und Einzelpublikationen beschäftigte sich Gruber mit dem Konfliktfeld Tierversuch in der Mensch-Tier-Beziehung. Er war Mitglied in mehreren Kommissionen zur wissenschaftlichen Bewertung von Alternativmethoden (Stiftung Forschung 3R, Bern, Stiftung set, Frankfurt, Stiftung Egon Naef, Genf).
Die Zeitschrift ALTEX ist seit 2009 offizielles Organ folgender Organisationen: CAAT (Center for Alternatives to Animal Testing, Johns Hopkins University, Baltimore), EUSAAT (European Society for Alternatives to Animal Testing, Vienna), t4 (transatlantic think tank of toxicology, Baltimore, Konstanz, Utrecht) und den Doerenkamp-Zbinden Lehrstühlen in Deutschland, Indien, Schweiz, Niederlande und USA.

## Schriften
- Studien zur Bestimmung der Immunglobulinspiegel am Beispiel normaler, gnotobiotischer und konventionalisierter Küken. München, Tierärztliche Fakultät, Dissertation vom 26. Juli 1968.
- Immunologie der Versuchstiere. Ein Beitrag zur Charakterisierung immunologischer Modelle. Parey, Berlin, Hamburg 1975.
- Franz Paul Gruber et al.: Alternatives to animal experimentation in basic research. Elsevier, Heidelberg 2004 (ALTEX Jg. 21 (2004), Suppl. 1).

als Herausgeber
- Franz Paul Gruber, Horst Spielmann (Hrsg.): Alternativen zu Tierexperimenten. Wissenschaftliche Herausforderung und Perspektiven. Spektrum Akademischer Verlag, Berlin [u. a.] 1996, ISBN 3-86025-195-3.
- Franz Paul Gruber et al. (Hrsg.): Use of animals in research. A science - society controversy? Spektrum Akademischer Verlag, Heidelberg 2002 (ALTEX Jg. 19 (2002), Suppl. 2).
- Franz Paul Gruber et al. (Hrsg.): 5th world congress on alternatives and animal use in the life sciences. August 21-25, 2005, Berlin, Germany. Elsevier, Heidelberg 2006 (ALTEX, Sonderband 23).